# Guararé
Guararé – miasto w południowej Panamie, położone na półwyspie Azuero u wybrzeża Zatoki Panamskiej w prowincji Los Santos. Liczba mieszkańców: 4524 (2010). Stolica dystryktu o tej samej nazwie.
W mieście od 1949 roku organizowany jest coroczny festiwal folklorystyczny Mejorana.